# Петниста лопатоноса жаба
Петниста лопатоноса жаба (Hemisus guttatus) е вид земноводно от семейство Hemisotidae. Видът е световно застрашен, със статут Уязвим.

## Разпространение
Разпространен е в Южна Африка (Квазулу-Натал и Мпумаланга).